# ماهی‌های شیب‌دار
ماهی‌های شیب‌دار (نام علمی: Clinidae) نام یک تیره از زیرراسته بلنی است.